# 半谷裕彦
半谷 裕彦（はんがい やすひこ、1942年（昭和17年）4月25日 - 1998年（平成10年）8月9日）は、日本の建築構造学者。東京大学教授。福島県須賀川市生まれ。
非線形構造解析、一般逆行列の構造解析への応用、計算機による形態創生、など計算工学による建築構造学の発展に寄与した。若手研究者の育成を積極的に行い、没後はIASS国際会議内に若手奨励の賞"Hangai Prize"が創設された。

## 来歴
福島県白川にて半谷一三（かつみ）、母（アイ）の間に男五人兄弟の次男として誕生。父は福島県内の中学校教員を勤めていたため県内での転居が多かった。須賀川市立第三中学校に初代校長として長く勤めたことで、一家は須賀川市に定住する。母は俳句が趣味で、たびたび朝日新聞などに掲載されている。
小学校は親の仕事で転校が多かったが、福島県立安積高等学校より東京大学理科一類へ入学する。東京大学工学部建築学科へ進み、梅村魁研究室に所属して1965年3月に卒業した。引き続き同大大学院に進学し、生産技術研究所の坪井善勝研究室に所属する。修士課程では内之浦に建設されたイプシロンロケット建屋（複層立体トラス屋根）の構造解析をおこなった。博士課程2年の時に坪井が退官し、1969年6月に退学して生産技術研究所の助手（川股重也研究室）となる。同年、同研究所で化学系文部技官の児島尚子と結婚した。
1973年3月22日にAnaysisi of Geometrically Nonlinear and Stability Problems by Static Perturbation Method (摂動法による幾何学的非線形問題および安定問題の解析) で工学博士号を東京大学より授与される。1975年4月、川股助教授の東北工業大学への異動に伴い生産技術研究所助教授に昇任した。
1979年、文部省在外研究員としてカナダのウォータールー大学へ留学、Horst Leipholtz教授の研究室に1年滞在した。1985年4月に東京大学生産技術研究所教授に昇進する。1988年より国際学会IASS理事となる。1998年8月5日、長野県飯綱高原での夏のゼミ合宿中に倒れ、同月9日に死去した（満56歳没）。

## 人物
毎朝8：30に出勤し、昼は15分で食事をして残りの昼休みを囲碁か将棋に没頭、夕方は17：15に仕事を終え、決して残業をしなかった。その後の時間は囲碁か将棋か学生や職員と談笑の時間とした。山登り、将棋、囲碁、スキー、テニス、カラオケ、マラソン、俳句(俳号「鬼灯」)、等多趣味。寺田寅彦の随筆を愛読。若手や弱者を励まし明るく優しい人柄は多くの同僚、特に若手研究者に慕われた。
東京大学建築学科の同級生には、伊東豊雄(建築家)、菅原進一(防火・東大名誉教授)、月尾嘉男(工学者・東大名誉教授)、西川孝夫(振動学・東京都立大名誉教授)、村上周三(環境工学・東大名誉教授)等がいる。伊東豊雄は「私の記憶するあらゆる場面に登場する半谷氏の姿はすべて笑顔です。これほど笑顔で埋められた生涯を送った人を知りません。(中略)一旦提出した(坪井)研究室への届けを出し直さなかったなら、半谷氏とはその後も机を並べることになったかもしれません。」と述べている。

## 業績
シェル構造や立体トラス、膜構造など「空間構造」と呼ばれる薄肉軽量構造物の力学的非線形挙動の調査や数値計算による追跡手法や解析理論の開発を専門とし、日本における薄肉シェル構造や立体トラス構造の安定問題に関する研究を牽引した。田中尚教授と一般逆行列の構造解析への応用検討を世界に先駆けて開始した。その後、数値計算による建築構造物の形態創生の創始者として建築構造界に新風を作った。東京大学教授(生産技術研究所)を務め、日本計算工学会の前身である計算工学研究会では非線形問題の特別研究分科会で多くの若手研究者を育て、川井忠彦(東大名誉教授)と共に日本計算工学会の設立に大きく貢献した。
1984年より韓国の権宅鎮(成均館大名誉教授)等と共同で開始した「シェルと空間構造に関する日韓サマーコロキウム」はAsian Pacific Conference on Shell and Spatial Structures (APCS) に発展成長し、アジア、豪州、米国を含む環太平洋地域の国際会議となった。

## 賞歴
- 1989年6月　日本建築学会論文賞「構造安定理論の基礎的研究と空間構造への応用」
- 1993年9月　英国サリー大学パイオニア賞

## Hangai Prize
没後に尚子夫人から空間構造分野の発展のためにと寄付を受けた教え子たちが国際学会IASS (International Association for shell and Spatial Structures)内に若手のための賞「Hangai Prize」を創設、2003年より毎年4名の若手研究者や技術者、建築家を表彰している。メダルは永瀬克己(法政大学教授)と半谷尚子夫人の協働デザインによる。

## 主な出版物
- 形態解析：一般逆行列とその応用、培風館、1991.
- 有限要素法の基礎、朝倉書店、1994.
- 平板の基礎理論、彰国社、1995.　他

## 主な論文
1. Nonlinear Analysis of Space Frames and Snap-through Buckling of Reticulated Shell Structures, Proceedings of IASS Pacific Symposium on Tension Structures, 1971.
2. Perturbation Method in the Analysis of Geometrically Nonlinear and Stability Problems, Advances in Computational Methods in Structural Mechanics and Design, edited by J. T. Oden, R. W. Clough and Y. Yamamoto, 1972.
3. Development of a Vibration Control System for Structures by means of  “Mass Pumps”,   Bulletin of Earthquake Resistant Structure Research Center, Institute of Industrial Science, University of Tokyo, 1973.
4. Nonlinear Flexural Vibrations of Thin Shallow Shells, Theoretical and Applied Mechanics, Vol. 25, 1977.
5. Application of the Generalized Inverse to the Geometrically Nonlinear Problem; Solid Mechanics Archives, Vol.6, No.1, 1981.
6. Analysis of Structures in the Unstable Condition by means of the Generalized Inverse, Proceedings of the International Conference on Finite Element Methods, 1982.
7. Nonlinear Dynamic Analysis of Beck’s Problem by using Simple models, Transactions of the Canadian Society for Mechanical Engineering; Vol.7, No.2, 1983.
8. Analysis, Design and Realization of Space Frames, Bulletin of the International Association for Shell and Spatial Structures, No.84/85, 1984.
9. Buckling Loads of Reticulated Single-Layer Space Frames, International Congress-Theory and Experimental Investigation of Spatial Structures, Moscow, 1985.
10. Rigid Body Displacement and Stabilization Conditions of Unstable Truss Structures, Proceedings of the IASS Symposium on Membrane Structures and Space Frames, Elsevier Science Publishers, 1986.
11. Numerical Analysis in the Vicinity of Critical Points by the Generalized Inverse, Lecture Notes in Engineering, No.26, Springer-Verlag, 1987.
12. Shape Finding Analysis of Air-Supported Membrane Structures in the Process of Inflation, Proceedings of IASS Symposium on Innovative Applications of Shell and Spatial Forms, Oxford and IBH Publishers, 1988.
13. Geometrically Nonlinear Analysis in the Vicinity of Critical Points by the Generalized Inverse, International Journal of Space Structures, Vol.4, No.4, 1989.
14. Analysis of Stabilizing Paths and Stability of Kinematically Indeterminate Frameworks, Proceedings of 3rd Summer Colloquium on Shell and Spatial Structures, 1990.
15. Theoretical Analysis of Structures in the Unstable State and Shape Analysis of Unstable Structures, Proceedings of IASS Symposium on Spatial Structures at the Turn of the Millennium, 1991.
16. Self-Equilibrated Stress System and Structural Behaviors of Truss Structures Stabilized by Cable Tension, International Journal of Space Structures, Vol.7, No.2, 1992.
17. Review on Methods of Bifurcation Analysis for Geometrically Nonlinear Structures, Bulletin of IASS, Vol.34, No.2, 1993.
18. Design and Static Behavior of a Shallow Lattice Wooden Dome, Engineering Structures, Vol.16, No.8, 1994.
19. Actuator Arrangement and Analytical Method for Shape Control of Structures, Proceedings of the International Conference on Structural Dynamics, Noise and Control, edited by D. M. Zhu and J. M. Ko, 1995.
20. Shape and Stress Control Analysis of Prestressed Truss Structures, Journal of Reinforced Plastics and Composites, Vol.15, No.12, 1996.
21. Wave Propagation Properties of Lattice Structures, Proceedings of IASS International Symposium on Shell and Spatial Structures, Vol.2, 1997.

## 追悼文集
突然の早逝を悼んだ弟子たちにより追悼文集「星影」が冊子としてまとめられている。